# 143-я танковая бригада
143-я танковая бригада — танковое формирование РККА ВС СССР, в Великой Отечественной войне.
В действующей армии в периоды:
- с сентября по октябрь 1941 года;
- с 23 марта по 21 сентября 1942 года;
- с 14 октября 1942 по 16 февраля 1945 года.

## История
Отдельная танковая бригада сформирована на базе 41-й танковой дивизии в середине сентября 1941 года.
143 отбр участвовала в оборонительном сражении под Москвой. Попала в Вяземском котле (2 — 14 октября 1941 года) в окружение и после прорыва расформирована в декабре 1941 года.
Заново сформирована на основе остатков бригады и остатков 142-й танковой бригады и включена в состав 3-го механизированного корпуса.
Участвовала в Ржевско-Вяземской наступательной операции 1942 года, держала оборону севернее Духовщины, участвовала в Ржевско-Вяземской наступательной операции 1943 года, Белорусской стратегической операции, Невельско-Городокской наступательной операции, освобождала Полоцк, Митаву.
22 октября 1944 года Указом Президиума Верховного Совета СССР за образцовое выполнение заданий командования в боях с немецкими захватчиками при прорыве обороны противника юго-восточнее города Рига и проявленные при этом доблесть и мужество дивизия награждена Орденом Суворова II степени.
1 марта 1945 года преобразована в 66-ю гвардейскую тяжёлую самоходно-артиллерийскую бригаду, с присвоением почётного звания «Гвардейская» и сохранением почётного наименования «Невельская».

## Полное наименование
Полное действительное наименование, на момент переформирования в 66 гв.тсабр — 143-я Невельская танковая бригада.

## В составе
- Резервный фронт — на сентябрь 1941 года.
- Западный фронт — на октябрь 1941 года.
- Калининский фронт, 30-я армия — на 01.04.1942 года.
- Московский военный округ — на 01.10.1942 года.
- Калининский фронт, 43-я армия — на 01.01.1943 года.
- Калининский фронт, 39-я армия — на 01.04.1943 года.
- Калининский фронт, 4-я ударная армия — на 01.07.1943 года.
- Калининский фронт, — на 01.10.1943 года.
- 1-й Прибалтийский фронт, 43-я армия — на 01.01.1944 года.
- 1-й Прибалтийский фронт, 11-я гвардейская армия — на 01.04.1944 года.
- 1-й Прибалтийский фронт, 6-я гвардейская армия — на 01.07.1944 года.

## Состав

### 1-е формирование
- Управление бригады
- Рота управления
- Разведывательная рота
- 143-й танковый полк
- Моторизованный стрелковый батальон
- Противотанковый дивизион
- Зенитный дивизион
- Автотранспортная рота
- Ремонтная рота
- Санитарный взвод

### 2-е формирование
- Управление бригады
- Рота управления
- Разведывательный взвод
- Взвод связи
- Сапёрный взвод
- Комендантский взвод
- 65-й танковый батальон
- 259-й танковый батальон
- Мотострелково-пулемётный батальон
- Истребительно-противотанковая артиллерийская батарея
- Зенитная батарея
- Рота технического обеспечения
- Медико-санитарный взвод

### С 18.05.1944 года
- Управление бригады
- Рота управления
- 1-й танковый батальон (бывший 65-й)
- 2-й танковый батальон (бывший 259-й)
- 3-й танковый батальон
- Моторизованный батальон автоматчиков
- Зенитно-пулемётная рота
- Рота технического обеспечения
- Медсанвзвод

## Командир

### 1-е формирование
- Сумонов Николай Иванович, полковник, с 10.09.1941 по 20.10.1941 года

### 2-е формирование
- Уколов Николай Андреевич, полковник, с 23.03.1942 по 04.07.1942 года
- Приходько Василий Ильич, майор, с 05.07.1942 по 30.08.1942 года
- Подковский Алексей Семёнович, подполковник с 03.10.1942 полковник,
- Парамонов Михаил Павлович, полковник, с 09.09.1944 — 01.03.1945 года

## Награды
- 07.10.1943 — присвоено почётное наименование «Невельская»

## Воины бригады
- Краев, Владимир Павлович (1921—1944), старший лейтенант. Герой Советского Союза. Звание присвоено 04.06.1944 года (посмертно).
- Куликов, Виктор Георгиевич (1921—2013) — Маршал Советского Союза, Герой Советского Союза. С февраля 1943 года по май 1945 года был заместителем начальника штаба и начальником штаба 143-й танковой бригады.